# Бойлстон (Нью-Йорк)
Бойлстон (англ. Boylston) — місто (англ. town) в США, в окрузі Освіго штату Нью-Йорк. Населення — 498 осіб (2020).

## Демографія
Згідно з переписом 2010 року, у місті мешкало 549 осіб у 207 домогосподарствах у складі 142 родин. Було 296 помешкань
Расовий склад населення:
| - 98,5 % — білих - 0,4 % — азіатів - 0,2 % — корінних американців |

До двох чи більше рас належало 0,9 %. Частка іспаномовних становила 0,7 % від усіх жителів.
За віковим діапазоном населення розподілялося таким чином: 25,7 % — особи молодші 18 років, 62,3 % — особи у віці 18—64 років, 12,0 % — особи у віці 65 років та старші. Медіана віку мешканця становила 39,7 року. На 100 осіб жіночої статі у місті припадало 115,3 чоловіків;  на 100 жінок у віці від 18 років та старших — 112,5 чоловіків також старших 18 років.
Середній дохід на одне домашнє господарство  становив 60 844 долари США (медіана — 54 444), а середній дохід на одну сім'ю — 68 761 долар (медіана — 64 688). Медіана доходів становила 51 875 доларів для чоловіків та 43 750 доларів для жінок. За межею бідності перебувало 14,7 % осіб, у тому числі 23,4 % дітей у віці до 18 років та 6,3 % осіб у віці 65 років та старших.
Цивільне працевлаштоване населення становило 212 осіб. Основні галузі зайнятості: освіта, охорона здоров'я та соціальна допомога — 18,4 %, сільське господарство, лісництво, риболовля — 11,8 %, роздрібна торгівля — 10,8 %, науковці, спеціалісти, менеджери — 10,8 %.